# Vitalie Damașcan
Vitalie Damașcan är en moldavisk fotbollsspelare (anfallare) som spelar för Fortuna Sittard på lån från Torino. Han har också spelat i Moldaviens a-landslag. Han är yngre bror till Ilie Damașcan som har spelat mer än 100 matcher för första- och andralaget Zimbru Chișinău.

## Klubbkarriär
Den 29 november 2015 debuterade Vitalie Damașcan för Zimbru Chișinău i en match mot FC Milsami Orhei.
2017 bytte han klubb till rivalen FC Sheriff Tiraspol som bosman. Han gjorde sitt första mål för Sheriff mot sin gamla klubb FC Zimbru Chișinău den 7 april 2017. Matchen slutade 1–0.

## Landslag
26 september 2016 blev han första gången kallad till Moldaviens landslag inför VM-kval mot Serbien och Irland.
Den 13 juni 2017 gjorde Damașcan sina första två mål för Moldaviens U21-lag, mot San Marino.

## Meriter
- Moldaviska cupen 2016–2017